# Campionati del mondo di ciclismo su strada 2023 - Cronometro maschile Under-23
La ventisettesima edizione della cronometro maschile Under-23 dei Campionati del mondo di ciclismo su strada si è svolta il 9 agosto 2023 su un percorso di 36,2 km, con partenza ed arrivo a Stirling in Scozia nel Regno Unito. La vittoria è andata all'italiano Lorenzo Milesi, il quale ha completato la prova con il tempo di 40'00"46 alla media di 50,503 km/h, precedendo il belga Alec Segaert e l'australiano Hamish McKenzie.
Al Castello di Stirling 78 ciclisti, dei 79 partiti, hanno portato a termine la competizione.

## Ordine d'arrivo (Top 10)
| Pos. | Corridore          | Squadra       | Tempo     |
| ---- | ------------------ | ------------- | --------- |
| 1    | Lorenzo Milesi     | Italia        | 40'00"46  |
| 2    | Alec Segaert       | Belgio        | a 11"27   |
| 3    | Hamish McKenzie    | Australia     | a 50"79   |
| 4    | Raúl García Pierna | Spagna        | a 53"59   |
| 5    | Darren Rafferty    | Irlanda       | a 56"01   |
| 6    | Josh Charlton      | G. Bretagna   | a 1'11"57 |
| 7    | Jakob Söderqvist   | Svezia        | a 1'18"12 |
| 8    | Logan Currie       | Nuova Zelanda | a 1'18"69 |
| 9    | Jan Christen       | Svizzera      | a 1'21"49 |
| 10   | Michael Leonard    | Canada        | a 1'29"25 |